# Petrus Mulerius
Petrus Mulerius, também chamado de Petrus Sixtus Mulerius e Pierre des Muliers, (Harlingen, em 11 de março de 1599 - Amsterdam, em 14 de fevereiro de 1647). 
Foi Professor de Física e de Botânica na Universidade de Groninga admitido em 27 de Agosto de 1629, cargo que ocupou até 1647. Era filho de Nicolaus Mulerius que foi também bibliotecário e Professor de Medicina e Matemática da Universidade de Groninga. Sua mãe se chamava Cristina Maria Six.
Em 5 de Junho de 1626 se casou com Matilda Beth. Desse casamento nasceram um filho Nicolaus Mulerius e duas filhas, uma morreu solteira e a outra Christina Mulerius se casou com Gerhardus Ruysch, prefeito de Woerden.
Foi aluno de Ubbo Emmius na Escola Latina de Groninga. Em 1621 se transferiu para Leida. Em 1622, viajou pela Inglaterra e França aprimorando seus conhecimentos de botânica. De certa feita foi agraciado com uma nomeação como médico da corte do príncipe de Orange, convite esse que foi recusado.